# Рюдзодзи Такафуса
Рюдзодзи Такафуса (яп. 龍造寺 高房, 1586 — 26 октября 1607) — японский даймё периодов Адзути-Момояма и Эдо, первый правитель княжества Сага (1590—1607), последний глава рода Рюдзодзи.

## Биография
Четвёртый сын Рюдзодзи Масаиэ, даймё провинции Хидзэн, и внук Рюдзодзи Таканобу.
Поскольку его отец, Масаиэ, имел слабое здоровье, в 1590 году Такафуса унаследовал семейное главенство в возрасте всего 5 лет. Однако с одобрения Тоётоми Хидэёси реальная власть во владениях Сага принадлежала его старшему вассалу Набэсиме Наосигэ и его сыну Кацусигэ. Таким образом, в Саге образовалось двоевластие, при котором де-юре власть принадлежала роду Рюдзодзи, а де-факто роду Набэсима.
Чтобы вернуть контроль над Хидзэном семья Рюдзодзи, включая Масаиэ, заставила Наосигэ подписать соглашение, в котором говорилось, что управление княжеством должно быть возвращено Такафусе после достижения им совершеннолетия и сделала Такафусу приёмным сыном Наосигэ. Тем не менее, контроль рода Набэсима над Хидзэном укрепился благодаря отправке войск в Корею и битве при Сэкигахаре, и эти меры не принесли плодов.
Такафуса женился на Дзуйсё-ин, дочери Набэсимы Сигэсато и приёмной дочери Набэсимы Наосигэ, и стал чиновником при бакуфу в Эдо. но вскоре Токугава Иэясу сделал его заложником. В 1607 году, будучи возмущённым и разочарованным из-за захвата реальной власти родом Набэсима, Такафуса убил свою жену и предпринял неудачную попытку совершить сэппуку, и ему было позволено вернуться в Хидзэн для залечивания своих ран, но в своём родном городе, после повторной попытки покончить с собой, он умер в возрасте 21 года.
Всего через месяц после смерти Такафусы его отец Масаиэ скоропостижно скончался из-за ослабевшего здоровья. Бакуфу обратилось к членам семьи Рюдзодзи с просьбой принять бразды правления княжеством Сага, но они ответили, что Набэсима Кацусигэ лучше подходит для управления княжеством. В итоге Кацусигэ стал преемником семьи Рюдзодзи и получил владения в 357 000 коку. Младший брат Такафусы, Ясуёси, считавшийся условным главой семьи Рюдзодзи, сменил свою фамилию на Мурата, и его потомки служили роду Набэсима до конца периода Эдо.
Осиротевшим сын Такафусы, Рюдзодзи Суэаки, в качестве самоназванного главы рода Рюдзодзи неоднократно обращался в бакуфу с просьбой вернуть княжество Сага, но в итоге это не было одобрено.